# Berneuil, Somme

Berneuil este o comună în departamentul Somme, Franța. În 1 ianuarie 2022 avea o populație de 274 de locuitori.